# 威爾·小腳
威爾·小腳（Will Whitfoot）是托爾金（J. R. R. Tolkien）奇幻小說《魔戒》的虛構角色。
威爾·小腳在魔戒聖戰時期擔任夏爾市長（Mayor of the Shire）一職，據聞他是夏爾西區最胖的哈比人。有一次，洞穴的屋頂塌下，弄得威爾·小腳滿身白粉，於是獲得「水餃」的綽號。
佛羅多·巴金斯離開袋底洞（Bag End）後不久，羅索·塞克維爾-巴金斯開始在南區購置財產，在薩魯曼僱用的惡徒協助下，羅索很快便控制了夏爾。威爾·小腳去袋底洞抗議，馬上被惡徒逮捕，被囚禁起來。他在獄中過了接近一年。在收復夏爾後，他才獲救。威爾·小腳須休養數個月，期間由佛羅多代理市長。夏爾曆1427年，威爾·小腳再次當選為夏爾市長，在七年後由山姆·詹吉接任。